# Quốc lộ 14
Quốc lộ 14 dài 980 km, là con đường giao thông huyết mạch nối các tỉnh Tây Nguyên với nhau và nối Tây Nguyên với Bắc Trung Bộ và Đông Nam Bộ. Qua 8 tỉnh, quốc lộ 14 đã đi qua gần như hết tất cả các tỉnh thuộc Tây Nguyên (với 4 tỉnh), trừ Lâm Đồng. Là con đường quốc lộ xuyên nhiều địa hình nhất Việt Nam.
Điểm đầu tuyến (km 0) là cầu Đakrông, huyện Đakrông, tỉnh Quảng Trị, cũng là nơi giao cắt với quốc lộ 9. Nơi đây Trong chiến tranh chống Mỹ, đoạn sông Đakrông là điểm vượt bí mật của tuyến tuyến đường mòn Trường Sơn – Hồ Chí Minh đầu tiên với ba bến vượt: Khe Xom, cầu Cu Tiền và Xóm Rò... Sau ngày tổ quốc thống nhất, được sự giúp đỡ của nước bạn Cuba, một cầu treo dài 100m, rộng 6m thay thế cầu sắt. Khi xây dựng đường Hồ Chí Minh, cây cầu dây văng đầu tiên do Việt tự thiết kế và xây dựng, cầu được khánh thành vào ngày 15 tháng 9 năm 2000. thay thế cho cầu dây võng cũ đã bị đổ sập. Cầu dây văng mới do Tổng công ty Tư vấn thiết kế GTVT tự tìm hiểu, tính toán thiết kế và Tổng công ty xây dựng 4 của BGTVT mua thiết bị của hãng OVM để thi công.
Điểm cuối tuyến (km 980 + 000) là nơi giao cắt với quốc lộ 13 tại thị xã Chơn Thành, tỉnh Đồng Nai. Đây là quốc lộ dài thứ hai của Việt Nam, sau Quốc lộ 1. Quốc lộ 14 là một phần của Đường Hồ Chí Minh.
Trục đường có nhiều kỳ tích trong các cuộc chiến tranh bảo vệ tổ quốc, ngày xưa có nhiều đoạn trùng với đường thượng đạo, trong cuộc chiến tranh Việt Nam là trục đường hành quân và vận chuyển vũ khi quân lương của Quân đội Nhân dân Việt Nam từ miền Bắc vào miền Nam, nên có nhiều địa danh lịch sử và văn hóa.
Quốc lộ 14 chạy qua địa phận các tỉnh Quảng Trị, Thành phố Huế, Thành phố Đà Nẵng, Quảng Ngãi , Gia Lai, Đắk Lắk, Lâm Đồng và Đồng Nai.
- Lý trình: Cầu Đakrông (huyện Đakrông, Quảng Trị) –Thị trấn A Lưới, Huyện A Lưới ( Thành phố Huế) – Thị Trấn Prao, Huyện Đông Giang (Quảng Nam) – thị trấn Khâm Đức (huyện Phước Sơn, Quảng Nam) – thị trấn Plei Kần (huyện Ngọc Hồi, Kon Tum) – thành phố Kon Tum, Kon Tum – Pleiku, Gia Lai – huyện Ea H'leo, Đắk Lắk – huyện Krông Búk, Đắk Lắk – thị xã Buôn Hồ, Đắk Lắk – huyện Cư M'gar, Đắk Lắk – thành phố Buôn Ma Thuột, Đắk Lắk – huyện Cư Jút, Đắk Nông – huyện Đắk Mil, Đắk Nông – huyện Đắk Song, Đắk Nông – thành phố Gia Nghĩa, Đắk Nông – huyện Đắk R'lấp, Đắk Nông – huyện Bù Đăng, Bình Phước – thành phố Đồng Xoài, Bình Phước – thị xã Chơn Thành, Bình Phước – giao với Quốc lộ 13.
- Đường Hồ Chí Minh (QL14) qua các tỉnh Tây nguyên và Bình Phước được nâng cấp, mở rộng từ Tân Cảnh (Kon Tum) đến Chơn Thành (Bình Phước) với tổng chiều dài 553 km, gồm 6 dự án trái phiếu Chính phủ và 5 dự án BOT. Điển hình trong việc tăng tốc tiến độ phải kể đến gói thầu của Liên danh Toàn Mỹ 14 – Băng Dương (TP.HCM) làm chủ đầu tư bằng hình thức BOT đoạn qua tỉnh Đắk Nông.